# Chenôve
Pour les articles homonymes, voir Chenôve (homonymie).
Chenôve (prononcer [ʃə.no.v]) est une commune française appartenant à Dijon Métropole située dans le département de la Côte-d'Or, en région Bourgogne-Franche-Comté dans la banlieue de Dijon. Sa population est de 14 299 habitants au recensement de 2022. 

## Géographie

### Localisation
C'est une ville de Dijon Métropole.
À l’ouest de Chenôve, au-dessus du vieux bourg, se trouve le plateau de Chenôve qui culmine à 387 m d’altitude. Il offre un point de vue magnifique sur la ville, ses alentours et au loin la plaine de la Saône, le massif du Jura. Par beau temps il nous permet d’apercevoir les contours du mont Blanc.
Le plateau s’étend sur 240 hectares avec une grande diversité de paysages, alternant combes et plaines, forêts de pins noirs d’Autriche, de chênes, de frênes ou d’arbustes de taillis, vastes étendues planes hérissées de bosquets. De nombreuses sentes sont utilisées pour l'usage du VTT en mode Freeride (FR) ou Enduro (DO) par les sportifs locaux. Elles sont balisées d'une discrète peinture jaune et marron.
On peut y observer également une flore très riche à composante méditerranéenne.
De plus, on trouve les anciennes carrières de Chenôve dont la pierre blanche calcaire qui en était extraite a servi à bâtir de nombreux monuments dijonnais.
Les communes limitrophes sont Dijon, Marsannay-la-Côte, Corcelles-les-Monts et Longvic.

### Climat
Pour des articles plus généraux, voir Climat de la Bourgogne-Franche-Comté et Climat de la Côte-d'Or.
En 2010, le climat de la commune est de type climat océanique dégradé des plaines du Centre et du Nord, selon une étude du Centre national de la recherche scientifique s'appuyant sur une série de données couvrant la période 1971-2000. En 2020, Météo-France publie une typologie des climats de la France métropolitaine dans laquelle la commune est exposée à un climat océanique altéré et est dans la région climatique  Bourgogne, vallée de la Saône, caractérisée par un bon ensoleillement (1 900 h/an), un été chaud (18,5 °C), un air sec au printemps et en été et des vents faibles.
Pour la période 1971-2000, la température annuelle moyenne est de 10,6 °C, avec une amplitude thermique annuelle de 17,7 °C. Le cumul annuel moyen de précipitations est de 739 mm, avec 11 jours de précipitations en janvier et 7,4 jours en juillet. Pour la période 1991-2020, la température moyenne annuelle observée sur la station météorologique de Météo-France la plus proche, « Marsannay la Cote », sur la commune de Marsannay-la-Côte à 3 km à vol d'oiseau, est de 11,7 °C et le cumul annuel moyen de précipitations est de 803,0 mm,. Pour l'avenir, les paramètres climatiques de la commune estimés pour 2050 selon différents scénarios d'émission de gaz à effet de serre sont consultables sur un site dédié publié par Météo-France en novembre 2022.
| Mois                                  | jan.             | fév.           | mars           | avril           | mai           | juin          | jui.         | août           | sep.           | oct.          | nov.             | déc.            | année      |
| ------------------------------------- | ---------------- | -------------- | -------------- | --------------- | ------------- | ------------- | ------------ | -------------- | -------------- | ------------- | ---------------- | --------------- | ---------- |
| Température minimale moyenne (°C)     | −0,1             | 0,2            | 3,1            | 5,9             | 9,9           | 13,5          | 15,5         | 15             | 11,2           | 7,6           | 3,4              | 0,6             | 7,1        |
| Température moyenne (°C)              | 2,8              | 4              | 7,8            | 11,1            | 15,2          | 19,1          | 21,3         | 20,8           | 16,6           | 11,8          | 6,6              | 3,5             | 11,7       |
| Température maximale moyenne (°C)     | 5,7              | 7,7            | 12,6           | 16,4            | 20,6          | 24,7          | 27,1         | 26,7           | 22             | 16,1          | 9,8              | 6,3             | 16,3       |
| Record de froid (°C) date du record   | −19,5 09.01.1985 | −14 10.02.1986 | −11,5 02.03.05 | −4,5 12.04.1986 | −2 01.05.1939 | 4 02.06.06    | 6 04.07.1980 | 5,5 30.08.1988 | 1,5 30.09.1995 | −4,5 25.10.03 | −10,5 27.11.1985 | −16 20.12.09    | −19,5 1985 |
| Record de chaleur (°C) date du record | 16 16.01.1974    | 21,5 27.02.19  | 25,3 31.03.21  | 28,5 21.04.18   | 32 25.05.09   | 39,5 27.06.19 | 40 31.07.20  | 40 12.08.03    | 34 16.09.20    | 27,5 04.10.11 | 21,6 07.11.15    | 17,5 16.12.1989 | 40 2020    |
| Précipitations (mm)                   | 66,8             | 53,8           | 55,9           | 60,4            | 75,3          | 70,5          | 65           | 61             | 60,9           | 75            | 84,1             | 74,3            | 803        |

### Milieux naturels et biodiversité
La côte et l'arrière-côte de Dijon, sur le territoire de la commune de Chenôve, sont des zones protégées classées sous plusieurs titres : Zone de protection spéciale Natura 2000 et Zone naturelle d'intérêt écologique, faunistique et floristique (ZNIEFF) de type II. La Combe de Gouville est classée ZNIEFF de type I.

## Urbanisme

### Typologie
Au 1er janvier 2024, Chenôve est catégorisée grand centre urbain, selon la nouvelle grille communale de densité à 7 niveaux définie par l'Insee en 2022.
Elle appartient à l'unité urbaine de Dijon, une agglomération intra-départementale dont elle est une commune de la banlieue,. Par ailleurs la commune fait partie de l'aire d'attraction de Dijon, dont elle est une commune du pôle principal,. Cette aire, qui regroupe 333 communes, est catégorisée dans les aires de 200 000 à moins de 700 000 habitants,.

### Occupation des sols
L'occupation des sols de la commune, telle qu'elle ressort de la base de données européenne d’occupation biophysique des sols Corine Land Cover (CLC), est marquée par l'importance des territoires artificialisés (57,9 % en 2018), en augmentation par rapport à 1990 (55,4 %). La répartition détaillée en 2018 est la suivante : 
zones urbanisées (29,2 %), zones industrielles ou commerciales et réseaux de communication (28,8 %), milieux à végétation arbustive et/ou herbacée (23,6 %), terres arables (7,3 %), forêts (6,1 %), cultures permanentes (5,2 %). L'évolution de l’occupation des sols de la commune et de ses infrastructures peut être observée sur les différentes représentations cartographiques du territoire : la carte de Cassini (XVIIIe siècle), la carte d'état-major (1820-1866) et les cartes ou photos aériennes de l'IGN pour la période actuelle (1950 à aujourd'hui).

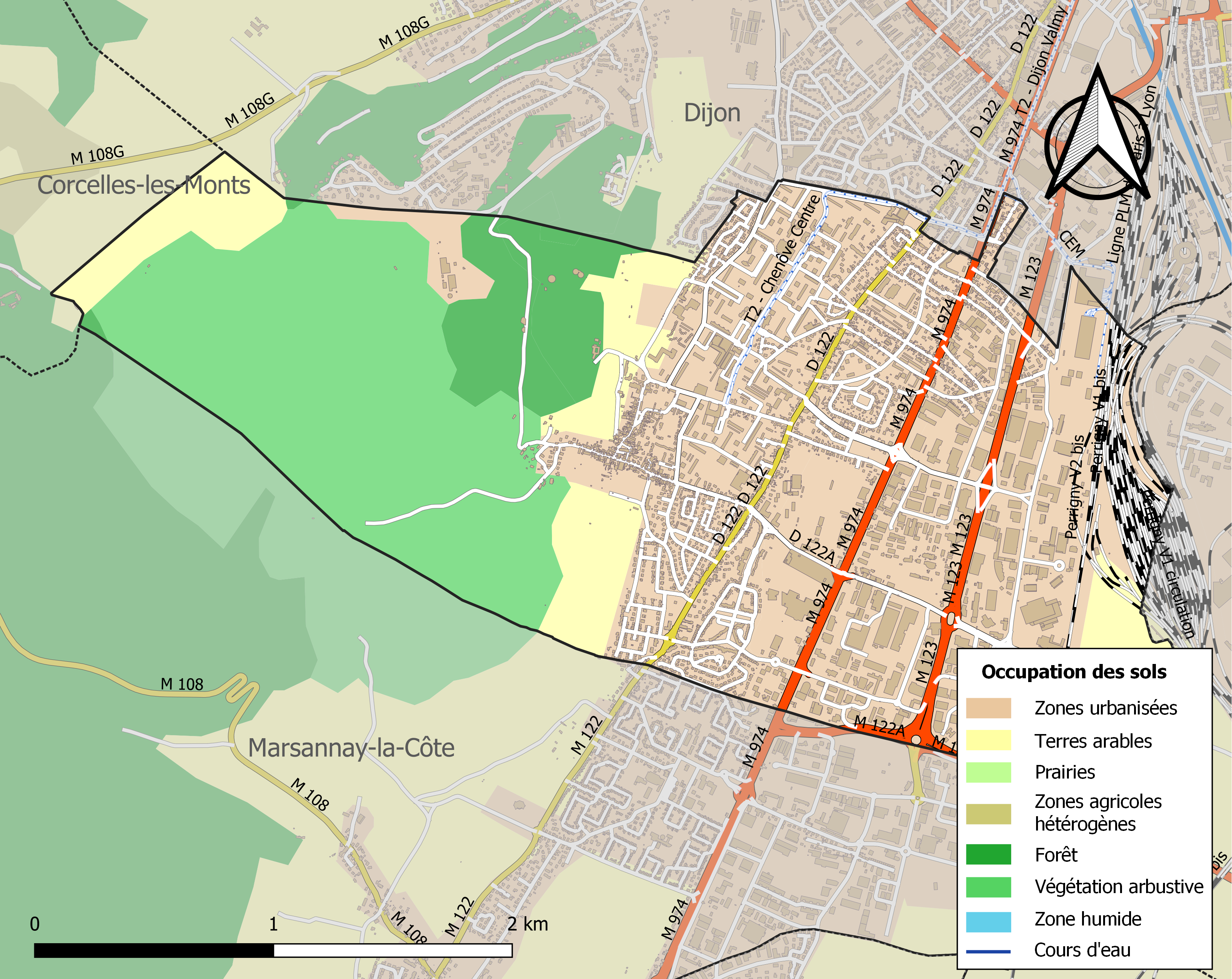
Carte des infrastructures et de l'occupation des sols de la commune en 2018 (CLC).

## Toponymie
Le nom de la localité est attesté sous les formes In Canavis (630) ; Chenevae (679) ; In pago Oscarensi, in villa Chenevis (880) ; Petrus de Canabis (vers 1102) ; Henricus de Chenaves (1165-1178) ; Henricus de Canevis (1175) ; Canobae (1148-1175) ; Homines de Chanabiis (1189-1198) ; Chanobum (1228) ; Chanabae (1260) ; Chenoves (1270) ; Chanoves (1288) ; Finagium de Canapis (1295) ; Cheneve (1363) ; Chenosve (1488) ; Chenosves (1503) ; Chenove (1645) ; Chenôves (XIXe siècle).

## Histoire

### Antiquité
Le village de Chenôve est un des plus anciens de toute la Côte-d'Or. Il a dû être habité lors de l'époque romaine. Entre Chenôve et Longvic se trouvait un chemin des Romains, qui tirait en droite ligne des bois de Perrigny à la Colombière. L'étymologie de Chenôve vient de "Chenave", terrain planté en chanvre, nom d'une plante qui a été cultivée dans l'antiquité sur certaines parties du territoire.
Chenôve  s’est appelé  aussi Canavis villa

### Moyen Âge
Dans l'histoire de la Bourgogne, le village Chenôve-les-Dijon est cité depuis l'an 600.
À l'époque, le territoire  dépendait de l'abbaye de Saint-Benigne de Dijon. Le roi mérovingien Gontran, héritiaire de l'ancien royaume de Burgondie, donna en 584 l'abbaye des fonds à Chenôve. Saint Léger céda le village à sa cathédrale en 653. Cette donation est confirmée en 1132 par le pape Innocent III. Cependant, les droits de justice feront l'objet d'un disput entre  les ducs de Bourgogne, la ville de Dijon, l'abbaye de Saint-Benigne, le roi de France, et le chapitre d'Autun.

### Époque contemporaine

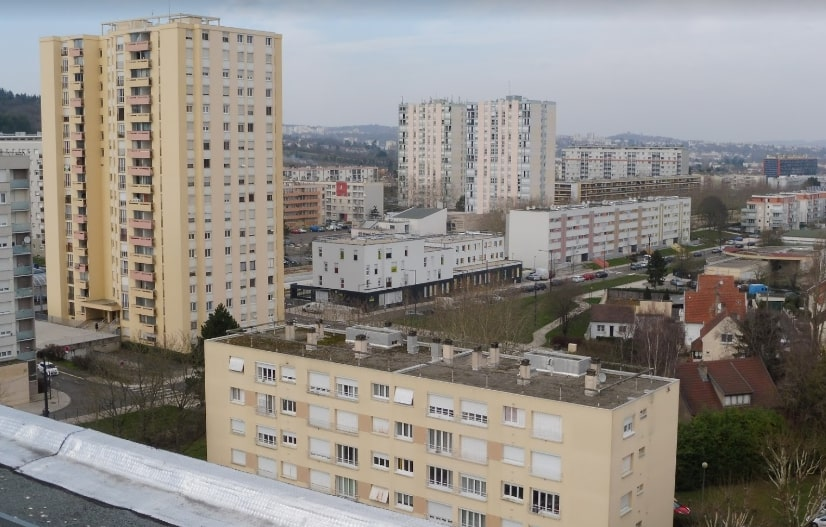
Quartier Le Mail.

Petit village vigneron au début du XXe siècle, Chenôve commence en 1955 à appliquer un projet d'urbanisation de grande envergure à la suite de l'explosion démographique de Dijon.
La commune passe de moins de 4 000 habitants en 1954 à plus de 21 000 en 1977 grâce à la création d'un grand ensemble. La population régresse ensuite très fortement avec environ 14 000 habitants en 2018. Le quartier du Mail, classé prioritaire, regroupe plus du tiers de la population avec 5 000 habitants.
Les natifs de Chenôve se nomment les « bombis » du patois « le bon pain bis » depuis que Louis XIV en visitant la région vu un vigneron et lui demanda si son pain était bon et celui-ci répondit : le bon pain bis. Les habitants sont les Cheneveliers et les Chenevelières.

## Politique et administration

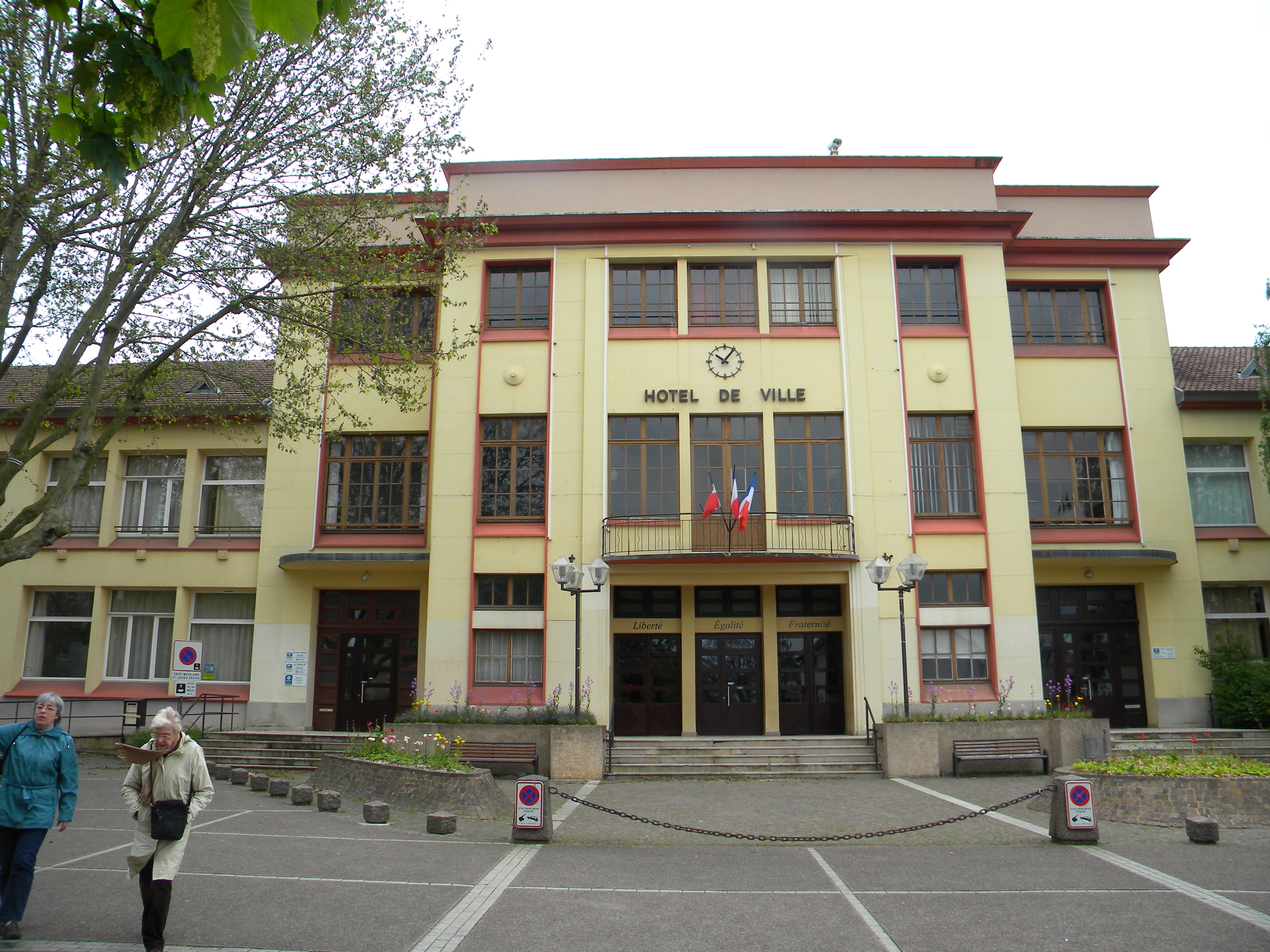
L'hôtel de ville

### Découpage territorial
La commune se trouve dans l'arrondissement de Dijon Métropole du département de la Côte-d'Or.

#### Commune et intercommunalités
La commune est membre de Dijon Métropole.

#### Circonscriptions administratives
La commune est rattachée au canton de Chenôve.

#### Circonscriptions électorales
Pour l'élection des députés, la commune fait partie de la troisième circonscription de la Côte-d'Or.

### Élections municipales et communautaires

#### Liste des maires
| Période                                  | Période                 | Identité          | Étiquette   | Qualité                                      |
| ---------------------------------------- | ----------------------- | ----------------- | ----------- | -------------------------------------------- |
| mars 1977                                | 9 décembre 1999 (Décès) | Roland Carraz     | PS puis MDC | Député de Côte d'Or (1981-1993 et 1997-1999) |
| décembre 1999                            | 21 septembre 2015       | Jean Esmonin      | PS          | Député de Côte d'Or (1983-1986)              |
| 21 septembre 2015                        | En cours                | Thierry Falconnet | PS          |                                              |
| Les données manquantes sont à compléter. |                         |                   |             |                                              |

### Politique de développement durable
La ville a engagé une politique de développement durable en lançant une démarche d'Agenda 21 en 2011.

### Jumelage
La ville est jumelée depuis 1975 avec la commune de Limburgerhof, en Rhénanie-Palatinat.

## Population et société

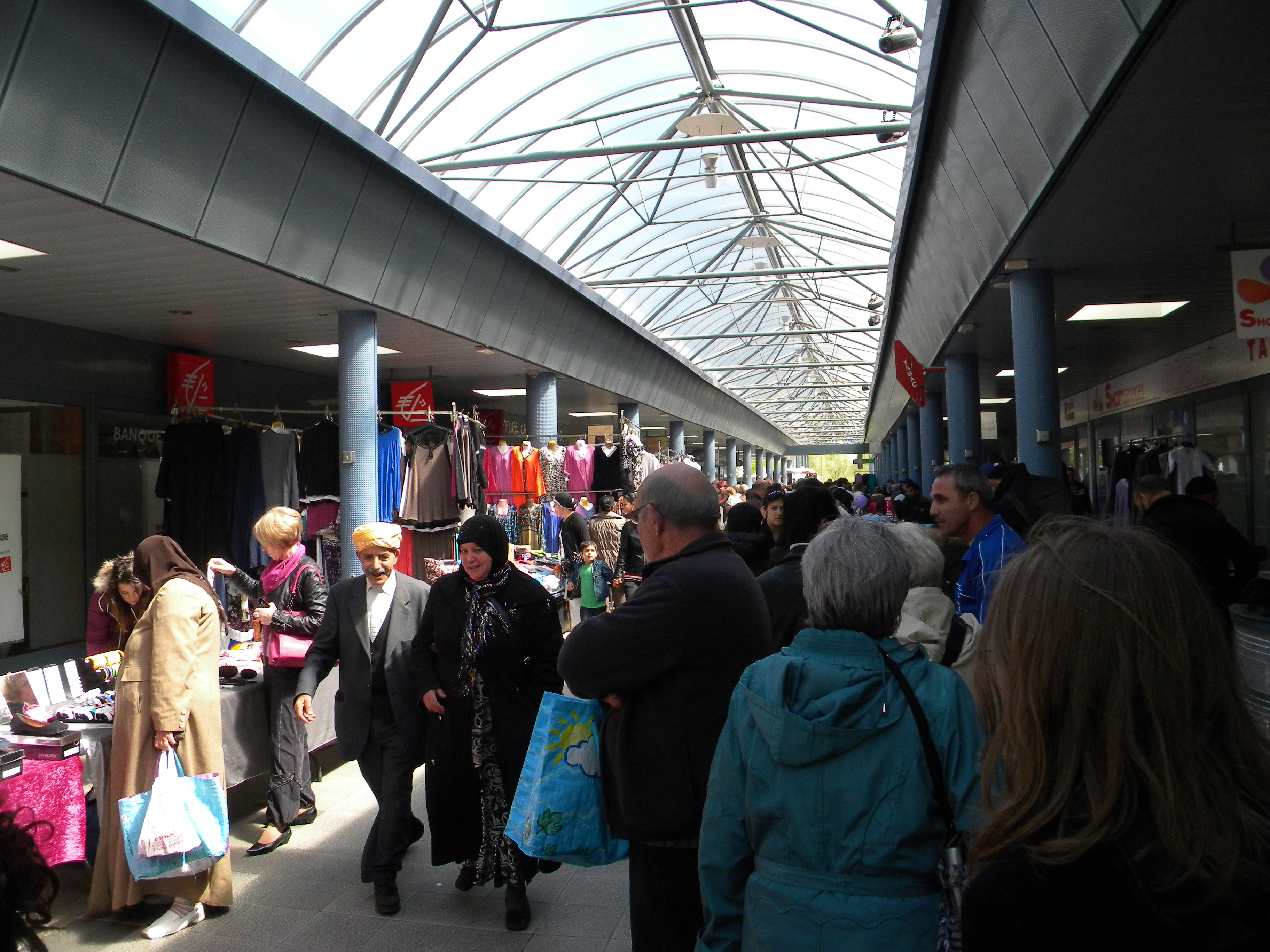
Le marché de Chenôve, en 2013.

### Démographie
L'évolution du nombre d'habitants est connue à travers les recensements de la population effectués dans la commune depuis 1793. Pour les communes de plus de 10 000 habitants les recensements ont lieu chaque année à la suite d'une enquête par sondage auprès d'un échantillon d'adresses représentant 8 % de leurs logements, contrairement aux autres communes qui ont un recensement réel tous les cinq ans,.

En 2022, la commune comptait 14 299 habitants, en évolution de +3,6 % par rapport à 2016 (Côte-d'Or : +0,82 %, France hors Mayotte : +2,11 %).
| 1793 | 1800 | 1806 | 1821 | 1831 | 1836 | 1841 | 1846 | 1851 |
| ---- | ---- | ---- | ---- | ---- | ---- | ---- | ---- | ---- |
| 612  | 665  | 632  | 684  | 771  | 767  | 793  | 784  | 759  |

| 1856 | 1861 | 1866 | 1872 | 1876 | 1881 | 1886 | 1891 | 1896 |
| ---- | ---- | ---- | ---- | ---- | ---- | ---- | ---- | ---- |
| 786  | 778  | 819  | 745  | 739  | 721  | 776  | 812  | 780  |

| 1901 | 1906 | 1911 | 1921 | 1926  | 1931  | 1936  | 1946  | 1954  |
| ---- | ---- | ---- | ---- | ----- | ----- | ----- | ----- | ----- |
| 800  | 781  | 818  | 870  | 1 100 | 1 726 | 2 504 | 2 763 | 3 829 |

| 1962  | 1968   | 1975   | 1982   | 1990   | 1999   | 2006   | 2011   | 2016   |
| ----- | ------ | ------ | ------ | ------ | ------ | ------ | ------ | ------ |
| 5 517 | 17 155 | 21 448 | 19 389 | 17 721 | 16 257 | 14 921 | 14 014 | 13 802 |

| 2021   | 2022   | - | - | - | - | - | - | - |
| ------ | ------ | - | - | - | - | - | - | - |
| 14 445 | 14 299 | - | - | - | - | - | - | - |

Avec environ 14 000 habitants, Chenôve est la 3e commune de la Côte-d'Or et le deuxième pôle économique de l'agglomération dijonnaise.
En 2020, elle reste cependant l’une des villes les plus pauvres de Côte d’Or, dont 26% des habitants vivent sous le seuil de pauvreté.

## Économie

### Industrie
- société CordenPharma, industrie chimique et chimie médicale ; cette entreprise de 180 p. participe à la fabrication du vaccin COVID-19 de Moderna[27].
- La ville est aussi le siège des laboratoires Urgo.

### Vignoble
Chenôve est une commune viticole du vignoble de Bourgogne ayant l'autorisation de produire l'AOC Marsannay (citée ci-dessus) mais aussi les appellations génériques : AOC Bourgogne, AOC Bourgogne Passe-tout-grains, AOC Coteaux-bourguignons, AOC Crémant de Bourgogne et l'AOC Bourgogne mousseux.

## Culture locale et patrimoine

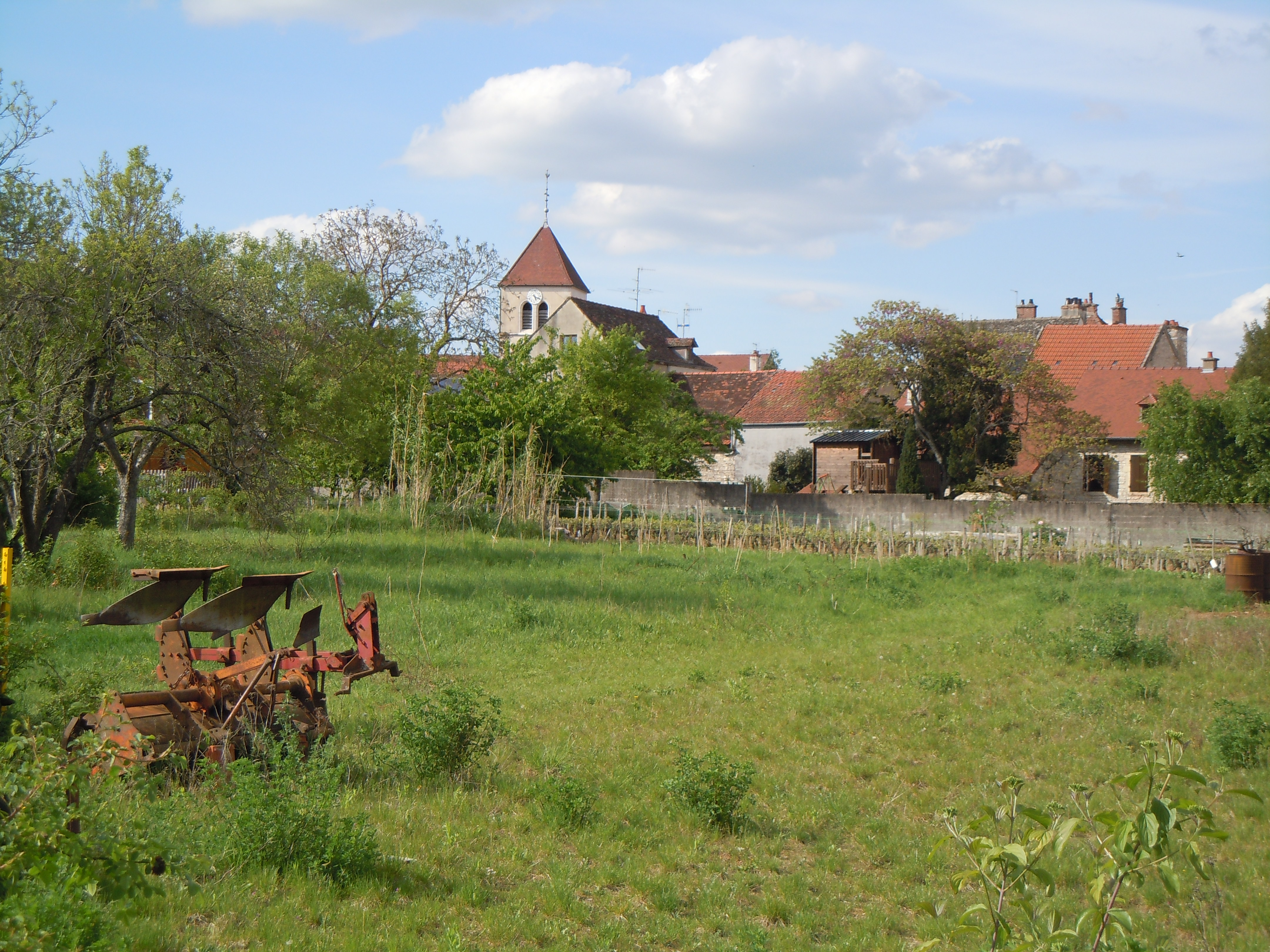
Vergers et vignes à proximité du Jardin Public du Clos du Roy, devant l'église Saint-Nazaire.

### Lieux et monuments
- Ville fleurie : trois fleurs
- Les Pressoirs des ducs de Bourgogne (1238-XVe siècle).
- L'église Saint-Nazaire du XIIIe siècle.
- La gare de triage et les ateliers SNCF de Perrigny, en grande partie situés sur le territoire de Chenôve.
- Le Jardin public du Clos du Roy avec son parc animalier.

### Personnalités liées à la commune
- Antoine Antoine, ingénieur français des ponts et chaussées, est décédé à Chenôve en mai 1818.
- Jean-Jean Cornu (1819-1876), artiste peintre et illustrateur, né et décédé dans cette commune.
- Maxime Guillot, né le 1er janvier 1900, résistant et compagnon de la Libération est enterré à Chenôve.
- Henry Bazin, hydraulicien, est décédé à Chenôve le 14 février 1917.
- Roland Carraz, né le 18 mai 1943 à Chalon-sur-Saône (Saône-et-Loire) et mort le 9 décembre 1999, est un historien et un homme politique français. Il a été pendant 20 ans le maire de la commune de Chenôve et député de la Côte d'Or.
- Christian Gaudin, handballeur, est né à Chenôve le 26 janvier 1967.
- Stéphane Mangione, footballeur, est né à Chenôve le 25 décembre 1979.
- Guillaume Meurice, humoriste, est né le 14 juin 1981 à Chenôve.
- Mark Karpelès, né le 1er juin 1985 à Chenôve, était le directeur général (CEO) de la plateforme d'échange de bitcoins Mt. Gox.
- Ferréol Babin, designer, né à Chenôve le 15 mars 1987.
- Hélène Receveaux, judokate française  est née le 28 février 1991 à Chenôve.
- Théo Cholbi, acteur, est né le 22 juillet 1991 à Chenôve.

### Héraldique
| Blason | Blasonnement : De gueules à la croix d'argent remplie de sable, au chef parti : au I d'azur semé de fleurs de lys d'or et à la bordure componée d'argent et de gueules, au II bandé d'or et d'azur de six pièces et à la bordure de gueules. |

## Pour approfondir

#### Bases de données, dictionnaires et encyclopédies
- Site officiel
- Ressources relatives à la géographie :   - Insee (communes)
  - Ldh/EHESS/Cassini
- Ressource relative à la santé :   - Fichier national des établissements sanitaires et sociaux
- Ressource relative à plusieurs domaines :   - Annuaire du service public français
- Ressource relative à la musique :   - MusicBrainz
- Notices d'autorité :   - VIAF
  - BnF (données)
  - LCCN
  - GND